# 14469 Komatsuataka
14469 Komatsuataka è un asteroide della fascia principale. Scoperto nel 1993, presenta un'orbita caratterizzata da un semiasse maggiore pari a 2,5815534 UA e da un'eccentricità di 0,2685382, inclinata di 12,32722° rispetto all'eclittica.